# The Concorde... Airport '79
The Concorde ... Airport '79 é um filme americano de 1979 do gênero drama de catástrofe, dirigido por David Lowell Rich. É o quarto longa-metragem da série "Aeroporto", iniciada com 1970.

## Elenco
- Alain Delon...Comandante Paul Metrand
- Susan Blakely...Maggie Whelan
- Robert Wagner...Kevin Harrison
- Sylvia Kristel...Isabelle
- George Kennedy...Comandante Joe Patroni
- Eddie Albert...Eli Sands
- Bibi Andersson...Francine
- Charo...Margarita
- John Davidson...Robert Palmer
- Andrea Marcovicci...Alicia Rogov
- Martha Raye...Loretta
- Cicely Tyson...Elaine
- Jimmie Walker...Boise
- David Warner...Peter O'Neill
- Mercedes McCambridge...Nelli
- Monica Lewis...Gretchen
- Stacy Heather Tolkin...Irina
- Avery Schreiber...Técnico russo Markov

## Sinopse
Kevin Harrison é um negociante de armas que tenta destruir um Concorde para evitar que um dos passageiros, a repórter e namorada Maggie Whelan, denuncie suas transações ilegais com os países comunistas durante a Guerra Fria. O avião escapa do primeiro ataque, mas Harrison não desiste e acaba causando um pouso forçado nos Alpes.